# Đồng(II) bromide
Đồng(II) bromide là một hợp chất vô cơ có thành phần gồm hai nguyên tố là đồng và brom, với công thức hóa học được quy định là CuBr2. Hợp chất màu xám này cũng được sử dụng trong các ứng dụng da liễu.

## Tổng hợp
Đồng(II) bromide có thể thu được bằng cách tạo phản ứng giữa đồng(II) oxide với acid bromhydric, được miêu tả bằng phương trình sau:
CuO + 2HBr → CuBr2 + H2O

## Cấu trúc
Các tinh thể màu lục đậm của đồng(II) bromide tetrahydrat có các hằng số a = 0,4116 nm, b = 0,733 nm, c = 1,2013 nm, α = 90°, β = 105,44°, γ = 90°.

## Sử dụng
Laze đồng(II) bromide tạo ra ánh sáng màu vàng và xanh nhạt và đã được nghiên cứu để có thể điều trị những tổn thương da. Các thí nghiệm cũng cho thấy điều trị bằng đồng(II) bromide có lợi cho việc làm trẻ hóa da. Nó đã được sử dụng rộng rãi trong nhiếp ảnh vì hợp chất này có tác dụng to lớn với ứng dụng là bước tẩy trắng để tăng cường collodion và gelatin. Đồng(II) bromide cũng đã được đề xuất như là một vật liệu có thể có trong thẻ chỉ thị độ ẩm.

## An toàn
Đồng(II) bromide có hại nếu chẳng may nuốt phải. Nó ảnh hưởng đến hệ thần kinh trung ương, não, mắt, gan và thận. Nó gây kích ứng da, mắt và đường hô hấp.

## Hợp chất khác
Khi ở điều kiện thích hợp, CuBr2 sẽ tạo ra các hợp chất với NH3. Dạng điamin, CuBr2·2NH3 có màu lục nhạt, có cấu trúc đơn nghiêng giống CoCl2·2H2O, các hằng số a = 0,818 nm, b = 0,815 nm, c = 0,405 nm, α = 90°, β = 85,2°, γ = 90°, D = 3,18 g/cm³. Các muối phức sau cũng được biết đến:
- 3CuBr2·10NH3 (xám graphit);[7]
- CuBr2·4NH3 (xanh dương đậm);[8]
- CuBr2·5NH3 (xanh dương);[7]
- CuBr2·6NH3 (xanh dương).[7]

CuBr2 còn tạo một số hợp chất với N2H4, như CuBr2·2N2H4·2H2O là tinh thể hình vuông màu xanh dương, tan trong nước, acid khoáng nồng độ 2 N, không tan trong benzen, D20 ℃ = 3,0286 g/cm³.
CuBr2 còn tạo một số hợp chất với CO(NH2)2, như CuBr2·2CO(NH2)2 là tinh thể màu xanh lục bẩn (đậm) hay CuBr2·4CO(NH2)2 là tinh thể lục nhạt, tan được trong nước mà không bị phân hủy.
CuBr2 còn tạo một số hợp chất với CON3H5, như CuBr2·CON3H5 là tinh thể màu lục ôliu hay CuBr2·2CON3H5 là tinh thể màu dương.
CuBr2 còn tạo một số hợp chất với CSN3H5, như CuBr2·CSN3H5 hay CuBr2·2CSN3H5 đều là tinh thể nâu.